# Yun Hu-myeong
Yun Humyong (* 17. Januar 1946 in Kangnŭng, Kangwon-do; † 8. Mai 2025) war ein südkoreanischer Schriftsteller.

## Leben
Yun Humyong wurde 1946 in Kangnŭng in der Provinz Kangwon geboren. 1956 zog die Familie wegen der Versetzung seines Vaters, eines Justizbeamten beim Militär, nach Taejŏn und infolge des Militärputsches vom 16. Mai 1962 durch Park Chung-hee weiter nach Seoul. Für Yun war Seoul ein Ort, an dem er sich fremd und einsam fühlte, und durch dieses Gefühl entwickelte sich seine Neigung zum Schreiben. Zunächst schrieb er Gedichte und bewarb sich mit seiner Poesie und Prosa um schriftstellerische Tätigkeiten bei der Schülerzeitschrift „Hakwon“. Gegen den Vater, der den Sohn beruflich immer als Nachfolger gesehen hatte, konnte er sich zunächst nicht durchsetzen und studierte Jura statt Koreanischer Literatur.
1965 begann er mit dem Studium der Philosophie an der Yonsei University in Seoul. Doch sein Interesse für die Philosophie war vorübergehend. Er verkehrte mit seinen Literaturfreunden, schrieb weitere Gedichte und schrieb sich als Gasthörer an der Kunsthochschule Sorabol, um die dortige liberale, literarische Atmosphäre zu genießen. 1967, als er 21 Jahre alt war, wurde sein Gedicht Der Gletschervogel mit dem Preis für Nachwuchsschriftsteller durch die Tageszeitung Kyŏnghyang sinmun ausgezeichnet und so begann seine Laufbahn als Schriftsteller. 1969 gab er das Heft des Literaturkreises Die Siebziger Jahre heraus und begann beim Verlag Samjŏngdang zu arbeiten. In den folgenden zehn Jahren arbeitete er bei mehreren Verlagen, während er schrieb. 1977 erschien sein erster Gedichtband Meister im Bogenschießen.
Nach einer zwölfjährigen dichterischen Schaffensphase begann er Prosa zu schreiben. Seine Kurzgeschichte Grabarbeit wurde 1979 mit dem Preis für Nachwuchsschriftsteller durch die Tageszeitung Hankook Ilbo ausgezeichnet. 1980 gab er das Magazin des Literaturkreises Die Schriftsteller heraus, und danach erschienen weitere Erzählungen, u. a. Die Liebe in Dunhuang, Alle Sterne spielen Musik, Die Erinnerung an Alhambra, die den Drang nach Flucht aus dem monotonen, stickigen Alltag in die Landschaft der Antike und das mystische Reich der Phantasie schildern.
In den achtziger Jahren, als die koreanischen Literaturlandschaft hauptsächlich durch den Realismus gekennzeichnet war, schuf er seine außergewöhnliche literarische Welt, die von der Wirklichkeit nicht direkt belastet ist. Er ging auf Weltreise. Unter anderem war er 1983 als Delegationsmitglied vom Ministerium für Kultur und Information auf Kulturreise in Frankreich, Italien, Indien, Indonesien und Singapur. Zum Schlüsselthema seiner Romane wurde die Selbstfindung durch die zeitliche Wandlung im fremden Raum.

## Arbeiten

### Koreanisch

#### Erzählungen
- 돈황의 사랑 (Die Liebe in Dunhuang) Seoul: Munhak-kwa chisŏngsa 1982
- 부활하는 새 (Phönix) Seoul: Munhak-kwa chisŏngsa 1985
- 모든 별들은 음악 소리를 낸다 (Alle Sterne spielen Musik) Seoul: Korea Media 1987
- 원숭이는 없다 (Affen gibt es nicht) Seoul: Minŭmsa 1989
- 약속없는 세대 (Generation ohne Verabredung) Seoul: Segyesa 1989
- 알함브라 궁전의 추억 (Die Erinnerung in Alhambra) Seoul: Nanam 1990
- 협궤열차 (Der Schmalspurzug) Seoul: Ch'ang 1992

#### Romane
- 이별의 노래 (Das Abschiedslied) Seoul: Munhak sasangsa 1995
- 오늘은 내일의 젊은 날 (Heute ist der junge Tag von Morgen) Seoul: Chakka chŏngsin 1996
- 여우사냥 (Die Fuchsjagd) Seoul: Munhak-kwa chisŏngsa 1997

#### Gedichtbände
- 명궁 (Meister im Bogenschießen) Seoul: Munhak-kwa chisŏngsa 1997
- 홀로 가는 사람 (Allein Laufende) Seoul: Haengnim 1986
- 홀로 등불을 상처 위에 켜다 (Man zündet das Lampenlicht auf der Wunde allein an) Seoul: Minŭmsa Co. 1992

### Übersetzungen
Deutsch
- Affen gibt es nicht in: Am Ende der Zeit, Bielefeld: Pendragon 1999, ISBN 978-3-929096-84-2

Französisch
- L’amour de Dunhuang Arles: Actes Sud 1993

## Auszeichnungen
- 2007 – Kim Tong-ni Literaturpreis
- 2002 – Isu Literaturpreis
- 1995 – Yi-Sang-Literaturpreis
- 1994 – Preis für zeitgenössische Literatur
- 1985 – Hankook-Ilbo-Literaturpreis
- 1984 – Preis für Prosaliteratur
- 1983 – Nokwŏn Literaturpreis